# George F. Kennan
George Frost Kennan (16 tháng 2 năm 1904 – 17 tháng 3 năm 2005) là một nhà cố vấn, ngoại giao, và sử gia, được biết tới nhiều nhất như là một người cổ vũ cho chính sách ngăn chặn (containment) sự bành trướng của Liên Xô vào cuối thế chiến thứ hai. Ông sau này lại cho chính sách này là sai lầm. Ông đã đi thuyết trình nhiều nơi và viết sử về quan hệ giữa Liên Xô và Hoa Kỳ.
Cuối thập niên 1940, những bài viết của ông đã gây ảnh hưởng hình thành học thuyết Truman và các chính sách đối ngoại của Mỹ trong việc kiềm chế Liên Xô. "Điện tín dài" của ông từ Moskva trong năm 1946 và bài viết tiếp theo vào năm 1947 "Nguồn gốc hành vi của Liên Xô Lưu trữ ngày 18 tháng 3 năm 2015 tại Wayback Machine" lập luận rằng chế độ Liên Xô vốn đã theo chủ nghĩa bành trướng, do đó ảnh hưởng của nó cần được ngăn chận trong những khu vực có tầm chiến lược quan trọng đối với Hoa Kỳ. Những văn bản này cung cấp những biện minh cho chính quyền Truman về chính sách mới chống Liên Xô. Kennan đã đóng một vai trò quan trọng trong sự phát triển của những chương trình Chiến tranh Lạnh dứt khoát và đặc biệt là Kế hoạch Marshall.
Chẳng bao lâu, sau khi những quan điểm của ông đã trở thành chính sách của Mỹ, Kennan bắt đầu chỉ trích các chính sách đối ngoại mà ông dường như đã giúp bắt đầu. Sau đó đến trước cuối năm 1948, Kennan tin tưởng rằng có thể bắt đầu đối thoại tích cực với chính phủ Liên Xô. Những đề xuất của ông tuy nhiên đã không được đếm xỉa tới bởi chính quyền Truman và ảnh hưởng của Kennan đã bị giảm đáng kể, đặc biệt là sau khi Dean Acheson được bổ nhiệm làm Bộ trưởng Ngoại giao thay thế George Marshall trong năm 1949. Không lâu sau đó, chiến lược của Mỹ thời Chiến tranh Lạnh trở nên quyết đoán hơn và và đặt nặng vào sức mạnh quân sự, Kennan đã than phiền và cho là những đánh giá trước đây của ông đã không còn được để ý tới.
Trong năm 1950, Kennan rời Bộ Ngoại giao, ngoại trừ 2 lần làm đại sứ ngắn hạn ở Moscow và Nam Tư, trở thành một nhà phê bình hiện thực về chính sách đối ngoại của Hoa Kỳ. Ông tiếp tục phân tích các quan hệ quốc tế như là một giảng viên của Viện nghiên cứu cao cấp (Institute for Advanced Study) từ năm 1956 cho đến khi ông qua đời lúc được 101 tuổi.
Ông ngoài ra còn là thành viên của Hội đồng sáng lập của Viện Rothermere Hoa Kỳ (Rothermere American Institute) tại Đại học Oxford.

## Tiểu sử

### Thời niên thiếu và học vấn (1904–1926)
Kennan sinh ra ở Milwaukee, Wisconsin, là con của Kossuth Kent Kennan, một luật sư chuyên về thuế vụ, tổ tiên là những người Scotland-Ireland di cư sang Hoa Kỳ vào thế kỷ 18, và bà Florence James Kennan. Mẹ ông mất khi ông mới được 2 tháng tuổi. Khi còn nhỏ ông luôn than phiền là không có mẹ. Ông không gần gũi với cha mình hoặc mẹ ghẻ, nhưng với các người chị lớn của mình.
Lúc nhỏ ông theo học trường nội trú St. John's Northwestern Military Academy ở Delafield, Wisconsin. Khi được 8 tuổi, ông đã sang Kassel, Đức (lúc đó là chỗ nghỉ mát của Wilhelm II, Hoàng đế Đức) 6 tháng với mẹ ghẻ để học tiếng Đức. Năm 1921, ông vào trường đại học Princeton. Không quen thuộc với không khí giới ưu tú của Ivy League, Kennan, nhút nhát và hướng nội, trong những năm đầu cảm thấy cô đơn và gặp nhiều khó khăn. Sau khi được bằng cử nhân 1925, Kennan ban đầu định tiếp tục theo học trường luật, nhưng cho là quá tốn kém, nên đã nộp đơn xin vào ngành ngoại giao Hoa Kỳ mới mở. Sau khi học ở trường ngoại giao ở Washington được 7 tháng, ông được gởi đi làm việc ở Geneva, Thụy Sĩ. Chưa đầy một năm ông được chuyển sang in Hamburg, Đức. Trong năm 1928 Kennan định nghỉ làm để tiếp tục học, nhưng được lựa chọn để theo học một chương trình huấn luyện về ngôn ngữ học cho phép ông học 3 năm mà không phải nghỉ làm.